# Lampropeltis webbi
Lampropeltis webbi è una specie di serpente della famiglia dei colubridi, descritto per la prima volta nel 2005 da Robert W. Bryson, James R. Dixon & David Lazcano.

## Etimologia
Il nome della specie è stato scelto dagli scopritori in onore dell'erpetologo statunitense Robert G. Webb.

## Distribuzione ed habitat
La specie è poco conosciuta. La specie è stata registrata in una zona a cavallo tra lo Stato di Sinaloa e quello di Durango, in Messico, ma si suppone che l'areale effettivo sia molto più grande. Si tratta di una zona montagnosa, sul versante pacifico della Sierra Madre Occidentale, con foresta mista boreale-tropicale.